# داء سالا
داء سالا مرض وراثي جسمي متنحٍ من أمراض الاختزان في الجسيمات الحالة يتميز بضعف جسدي مبكر وإعاقة ذهنية. وُصف أول مرة في عام 1979 وسمي نسبة لبلدية سالا في إقليم لابلاند (لابّي) الفنلندي. داء سالا واحد من 40 مرضًا موروثًا فنلنديًا، ويعاني منه نحو 130 فردًا، معظمهم من فنلندا والسويد.

## المظهر السريري
يُبدي المصابون بداء سالا رأرأة عينية في الأشهر الأولى من الحياة، بالإضافة إلى ضعف في المقوية (نقص توتر)، ونقص في قوة العضلات وتقلصها، وإعاقة ذهنية. الأطفال المصابون بشكل مرضي شديد لا يتعلمون المشي ولا يطورون اللغة، ولكن المرضى النموذجيين يمشون ويتكلمون ولديهم متوسط عمر متوقع طبيعي. يُظهر التصوير بالرنين المغناطيسي تكونًا ميالينيًا متوقفًا أو متأخرًا.

## الوراثة
يحدث داء سالا بسبب طفرة في الجين «إس إل سي 17 إيه 5» الموجود على الذراع الطويل للصبغي السادس في الموقع 14-16. هذا الجين مسؤول عن تشفير بروتين يدعى سيالين، وهو بروتين في غشاء الجسيمات الحالة ينقل السكر المشحون، حمض إن-أسيتيل نورامينيك (حمض سياليك)، إلى خارج الجسيمات الحالة. تؤدي الطفرة إلى تجمع حمض السياليك داخل الخلايا.
ينتقل المرض بالوراثة الجسمية المتنحية. وهذا يعني أن الجين المَعيب المسؤول موجود على صبغي جسمي (الصبغي 6، وهو صبغي جسمي)، يلزم وجود نسختين من الجين المعيب (واحدة من كل والد) كي يولد الطفل مصابًا بالمرض. يحمل والدا المصاب بأي مرض جسمي متنحٍ نسخة واحدة من الجين المعيب، دون أن تظهر على أي منهما علامات أو أعراض المرض.

## التشخيص
يمكن تشخيص المرض بفحص البول بحثًا عن مستويات مرتفعة من حمض السياليك الحر. ويتوفر اختبار خلال الحمل يُجرى لحاملي الاضطراب الجيني المعروفين.

## العلاج
لا يوجد علاج لداء سالا. ويقتصر العلاج على ضبط الأعراض. تسيطر الأدوية المضادة للاختلاج على نوبات الاختلاج. ويمكن للمعالجة الفيزيائية مساعدة المصاب على بناء قوة عضلية وتنسيق حركي.

## المآل
يتراوح العمر المتوقع للأفراد المصابين بداء سالا بين 50 و60 عامًا.